# Acytolepis postimacula
Acytolepis postimacula är en fjärilsart som beskrevs av Matsumura 1929. Acytolepis postimacula ingår i släktet Acytolepis och familjen juvelvingar. Inga underarter finns listade i Catalogue of Life.